# Гільєрме Шеттіне
Гільєрме Шеттіне (порт. Guilherme Schettine; нар. 10 жовтня 1995, Гама) — бразильський футболіст, нападник португальського клубу «Морейренсі».

## Ігрова кар'єра
Народився 10 жовтня 1995 року в місті Гама. Вихованець футбольної школи клубу «Атлетіку Паранаенсе».
Протягом 2015—2017 років грав на батьківщині за «Гуаратінгету», «Португеза Деспортос» та рідний «Атлетіку Паранаенсе».
2017 року перебрався до Португалії, уклавши контракт з клубом «Санта-Клара». Навіть на рівні Сегунда-Ліги не зміг стати гравцем основного складу команди і за рік був відданий в оренду до саудівського «Аль-Батіна», а згодом до еміратської  «Аль-Фуджейри».
На початку 2019 року повернувся до лав «Санта-Клари», яка на той час вже у Прімейрі і де бразилець почав регулярно отримувати ігровий час.
До складу клубу «Санта-Клара» приєднався 2019 року. Станом на 16 травня 2019 року відіграв за клуб з Азорських островів 18 матчів в національному чемпіонаті. Перед початком сезону 2020/21 перейшов до «Браги».
У 2021 році на правах оренди виступав за іспанську «Альмерію». 6 липня 2021 року на один рік на правах оренди перейшов до клубу «Візела».
25 липня 2022 року Гільєрме на однорічну оренду перейшов до швейцарського клубу «Грассгоппер».
6 липня 2023 року Гільєрме підписав контракт з російським клубом «Урал» (Єкатеринбург). У червні 2024 року залишив команду.
15 липня 2024 року підписав контракт до 2026 року з португальським клубом «Морейренсі».